# Фенс (Вісконсин)
Фенс (англ. Fence) — місто (англ. town) в США, в окрузі Флоренс штату Вісконсин. Населення — 183 особи (2020).

## Демографія
Згідно з переписом 2010 року, у місті мешкали 192 особи в 90 домогосподарствах у складі 57 родин. Було 445 помешкань
Расовий склад населення:
| - 94,3 % — білих - 2,6 % — корінних американців - 3,1 % — осіб інших рас |

До двох чи більше рас належало 0,0 %. Частка іспаномовних становила 3,6 % від усіх жителів.
За віковим діапазоном населення розподілялося таким чином: 12,0 % — особи молодші 18 років, 67,7 % — особи у віці 18—64 років, 20,3 % — особи у віці 65 років та старші. Медіана віку мешканця становила 51,3 року. На 100 осіб жіночої статі у місті припадало 123,3 чоловіків;  на 100 жінок у віці від 18 років та старших — 116,7 чоловіків також старших 18 років.
Середній дохід на одне домашнє господарство  становив 56 671 долар США (медіана — 34 167), а середній дохід на одну сім'ю — 68 153 долари (медіана — 44 375). Медіана доходів становила 38 333 долари для чоловіків та 41 875 доларів для жінок. За межею бідності перебувало 30,7 % осіб, у тому числі 19,0 % дітей у віці до 18 років та 48,8 % осіб у віці 65 років та старших.
Цивільне працевлаштоване населення становило 46 осіб. Основні галузі зайнятості: освіта, охорона здоров'я та соціальна допомога — 21,7 %, виробництво — 19,6 %, транспорт — 17,4 %.